# نياب (إسفراين)
نياب (بالفارسية: نیاب) هي قرية تقع في قسم صفي آباد الريفي (مقاطعة إسفراين) في إيران. يقدر عدد سكانها بـ 87 نسمة بحسب إحصاء 2016.